# ジャン2世 (パンティエーヴル伯)
ジャン2世（Jean II, ? - 1454年）またはジャン・ド・レーグル（Jean de L'Aigle）は、パンティエーヴル伯（在位：1433年 - 1454年）。ペリゴール伯（在位：1437年 - 1454年）。

## 生涯
ジャン2世は、パンティエーヴル伯ジャン1世とその妻マルグリット・ド・クリッソンの次男で、1404年に父が死去するとノルマンディーのエーグル領主となった。1420年に兄オリヴィエらがブルターニュ公ジャン5世を誘拐したとき、ジャン・ド・レーグルは、末弟のギヨームを捕虜から解放するという条件でブルターニュ公の解放を交渉した。ブルターニュ公は同意したが、その後、同意は脅迫によるものだとして協力を拒否した。ギヨームは1448年まで捕虜のままであった。
1433年に兄オリヴィエが死去した後、ジャンはブルターニュにおける称号を継承し、ブルターニュ公位の請求権も受け継いだ。1437年にはオルレアン公シャルルからペリゴール伯領も購入した。1448年にブルターニュ公フランソワ1世と和解し、ようやくブルターニュの領地を手に入れた。百年戦争の最後の戦いでは、1450年から1451年にかけてアキテーヌでフランス王シャルル7世の軍司令官を務め、1453年のカスティヨンの戦いで活躍した。
ジャンはサン＝シャルティエ女領主マルグリット・ド・ショヴィニーと結婚したが、1454年に子女を残さずに亡くなった。遺言で、ジャンは姪で法定相続人のニコルをパンティエーヴル伯領の継承者に、弟のリモージュ子爵ギヨームをペリゴール伯領の継承者にそれぞれ指名した。